# 岗赵遗址 (撮镇镇)
岗赵遗址，是位于中国安徽省合肥市肥东县撮镇镇岗赵村的一个新石器时代古遗址，2008年入选第四批肥东县文物保护单位。
岗赵遗址面积约10000平方米，比周围高1.2米，采集到的文物有素面夹砂、泥质红陶片，以鼎足、罐和壶为主要器形。